# Gonzalo Papa
Gonzalo Papa, vollständiger Name Gonzalo Sebastián Papa Palleiro, (* 8. Mai 1989 in Montevideo) ist ein uruguayischer Fußballspieler.

## Karriere

### Verein
Der je nach Quellenlage 1,74 Meter oder 1,78 Meter große Mittelfeldakteur Papa gehört seit der Apertura 2009 dem Kader des uruguayischen Erstligisten Centro Atlético Fénix an. In der Saison 2009/10 lief er 18-mal (kein Tor) in der Primera División auf. In den vier nachfolgenden Spielzeiten folgten 102 weitere Erstligaeinsätze für die Montevideaner, bei denen er zweimal ins gegnerische Tor traf (2010/11: 25 Spiele (0 Tore); 2011/12: 28 (1); 2012/13: 25 (1); 2013/14: 24 (0)). Zudem wurde er in zwei Begegnungen (kein Tor) der Copa Sudamericana aufgestellt. In der Saison 2014/15 wurde er 26-mal (ein Tor) in der höchsten uruguayischen Spielklasse eingesetzt. Es folgten sieben weitere Erstligaspiele (kein Tor) mit seiner Beteiligung in der Apertura 2015. Anfang Februar 2016 schloss er sich auf Leihbasis Arsenal de Sarandí an. Bislang (Stand: 16. Juli 2017) kam er bei den Argentiniern zu 23 Ligaeinsätzen (kein Tor).

### Nationalmannschaft
Papa nahm mit der Panamerika-Auswahl (U-22) Uruguays an den Panamerikanischen Spielen 2011 in Mexiko teil. Dort gewann er mit dem Team die Bronzemedaille und trug dazu mit vier Länderspieleinsätzen (kein Tor) bei.

### Erfolge
- Bronzemedaille Panamerikanische Spiele: 2011